# Sean Boyd
Sean Boyd (Halifax, Nova Scotia, 8 september 1950) is een voormalig Canadees ijshockeyspeler en hoogleraar biologie.

## Opleiding en onderzoek
Boyd groeide op in Halifax waar hij studeerde aan de Dalhouse University waar hij zijn BSc behaalde en in 1979 afstudeerde als ingenieur. Hij werkte enige jaren als ingenieur maar besloot toen dat biologie zijn voorkeur had en behaalde zijn masters aan de Universiteit van Columbia. Van 1980 tot 1983 werd hij als onderzoeker voor de Canadese landelijke Wildlife Service. Hierna werkte hij met collega's en studenten aan diverse projecten die de trekroutes en gedragingen van diverse soorten vogels in kaart brachten. Hij deed onderzoek naar de ecologische processen in de winterfoerageergebieden, onderzocht de trekgewoonten, populaties en overlevingmechanismen van onder meer trompetzwanen, brandganzen, harlekijneende, futen en diverse andere watervogels. Veel van de projecten die hij heeft opgezet betreffen voortgaande processen waarbij over een lang verloop van tijd gegevens verzameld worden om zo en beter inzicht in de ecologie van een gebied en de flora en fauna te krijgen met als doel de trekvogelpopulaties en habitats beter te kunnen behouden en behoeden in zowel Mexico, Amerika als Canada.

## Promotie en werk
Boyd promoveerde in 1995 op een thesis over de interactie van sneeuwganzen en waterbies in de rivierdelta's van de Fraser rivier en de Skagit rivier. Hij documenteerde de overvloedige aanwezigheid en patronen van verspreiding van de gans gedurende een aantal jaren, het ecologisch groeipatroon van de bies en de interactie tussen het grazen van de biesplanten door de ganzen en de hergroeicapaciteit van de biessoort. In 1997 werd hij benoemd tot onderzoeker en wetenschappelijk medewerker aan het departement voor Biologie van de Simon Fraser Universiteit en een jaar later werd hij benoemd tot adjunct hoogleraar. Hij heeft meerdere promovendi onder zijn hoede en adviseert afgestudeerde biologen over hun verdere loopbaan.

## Sport en personalia
Boyd was zelf een verdienstelijk ijshockeyspeler in zijn studietijd die in de seizoenen 1971 tot 1974 in de Nederlandse hoofdklasse uitkwam voor de Haagse clubs H.IJ.S., HOKY en RAAK IJshockey en waar hij zijn Nederlandse vrouw ontmoette. Met haar keerde hij terug naar Canada en kreeg een zoon en een dochter. Als oud topsporter heeft hij zijn zoon, Leon Boyd, als begeleider jarenlang bijgestaan toen deze een talentvol honkballer bleek te zijn die uiteindelijk een contract kreeg bij de Toronto Blue Jays organisatie en ook uitkwam voor het Nederlands nationale honkbalteam.